# San Pietro al Natisone
San Pietro al Natisone (friuli nyelven: San Pieri dai Sclavons, szlovénül: Špeter Slovenov, tengermelléki szlovén nyelvjárásban: Špiètar) település Olaszországban, Friuli-Venezia Giulia régióban, Udine megyében. Lakosainak száma 2070 fő (2023. január 1.). San Pietro al Natisone Cividale del Friuli, Prepotto, Pulfero, San Leonardo, Torreano és Savogna községekkel határos.

## Népesség
A település népességének változása:
| Lakosok száma | 2151 | 2134 | 2070 |
|               | 2017 | 2018 | 2023 |